# Chulabhorn Walailak

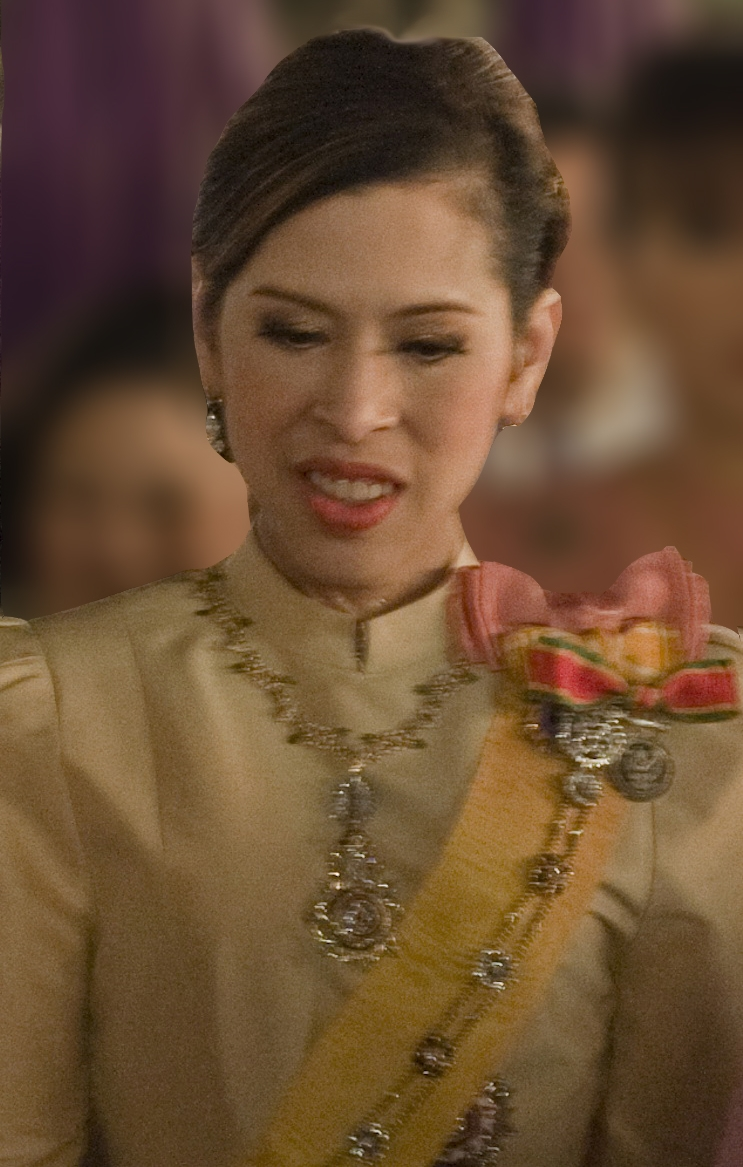
Chulabhorn Walailak 2010

Chulabhorn Walailak (Thai:  สมเด็จพระเจ้าลูกเธอ เจ้าฟ้าจุฬาภรณวลัยลักษณ์ อัครราชกุมารี, Aussprache: [sǒmdèt pʰrát͡ɕâːw lûːktʰɤː t͡ɕâofáː t͡ɕùlaːpʰɔːn wálailák àkkʰárárâːt͡ɕʰákùmaːriː], auch Chulabhorn Mahidol; * 4. Juli 1957 in Bangkok, Thailand) ist Prinzessin des Königreichs Thailand. Sie ist das vierte Kind von König Bhumibol Adulyadej (Rama IX.) und Königin Sirikit Kitiyakara.

## Leben
Chulabhorn ist studierte Chemikerin und promoviert sowie habilitiert von der Mahidol-Universität, Bangkok, an deren Fakultät sie sich 1985 einschrieb.
Zurzeit ist Chulabhorn Präsidentin des Chulabhorn-Forschungsinstituts in Bangkok, dessen Gründung auf ihre Veranlassung hin erfolgte. Ihr besonderes Interesse gilt der Chemie von Naturstoffen des Landes und medizinisch nutzbaren Pflanzen.

## Familiäre Informationen
Die Prinzessin hat drei ältere Geschwister, die Prinzessin Ubol Ratana Rajakanya, den König von Thailand Maha Vajiralongkorn sowie die Prinzessin Maha Chakri Sirindhorn. Verheiratet war sie seit dem 7. Januar 1982 mit dem Offizier der Königlichen Luftwaffe Virayuth Didyasarin, mit welchem sie auch zwei Töchter, Prinzessin Siribha Chudabhorn und Prinzessin Aditayadorn Kitikhun, hat. Obwohl sie mit dieser Eheschließung sämtliche Ansprüche und ihren königlichen Titel hätte abtreten müssen, erließ der König eine Ausnahmeregelung, so dass sie ihren Titel Chao Fa behalten konnte. Die Ehe wurde 1996 geschieden.

## Auszeichnungen
Prinzessin Chulabhorn erhielt die Einstein-Medaille der UNESCO für ihre jahrelange Arbeit für die wissenschaftliche Zusammenarbeit in der Asien-Pazifik-Region. 2009 erhielt sie die Adolf-Windaus-Medaille.
Prinzessin Chulabhorn ist seit 1999 Ehrenmitglied der Gesellschaft für Arzneipflanzen- und Naturstoff-Forschung.